# خداداد قبادی
خداداد قبادی (زادهٔ ۱۳۳۶ در اقلید) نمایندهٔ حوزهٔ انتخابیهٔ اقلید در دورهٔ ششم مجلس شورای اسلامی بوده‌است. وی پیش‌تر در دورهٔ پنجم نیز عضو این مجلس بود.